# Górka (Krotoszyn)
Pour les articles homonymes, voir Górka.
Górka (prononciation : [ˈɡurka]) est un village polonais de la gmina de Kobylin dans le powiat de Krotoszyn de la voïvodie de Grande-Pologne dans le centre-ouest de la Pologne.
Il se situe à environ 4 kilomètres au nord de Kobylin (siège de la gmina), à 16 kilomètres à l'ouest de Krotoszyn (siège du powiat) et à 77 kilomètres au sud de Poznań (capitale régionale).

## Histoire
De 1975 à 1998, le village faisait partie du territoire de la voïvodie de Leszno.

Depuis 1999, Górka est situé dans la voïvodie de Grande-Pologne.